# DDR-Meisterschaften im Hallenfaustball 1956/57
Die DDR-Meisterschaften im Hallenfaustball 1956/57 waren die fünfte Austragung der DDR-Meisterschaften der Männer und Frauen im Hallenfaustball der DDR in der Saison 1956/57. Die Meisterschaftsfinalspiele fanden am 9./10. März 1957 in der Magdeburger Hermann-Gieseler-Sporthalle statt.

## Frauen
Die Mannschaften waren in drei Staffeln eingeteilt.
Die grün hinterlegte Mannschaften waren für das Meisterschaftsturnier qualifiziert.
| Rotation Dresden Mitte |
| Motor Görlitz Mitte    |
| Motor Oberspree Berlin |
| Turbine Bewag Berlin   |
| Einheit Berliner Bär   |

| Stahl Megu Leipzig |
| Lok Schwerin       |
| Einheit Rostock    |
| Lok Köthen         |
| Turbine Halle      |

| Empor Barby       |
| Einheit Weimar    |
| Aktivist Staßfurt |
| Motor Jena        |

Die Spieltage waren wie folgt terminiert:
Vorspiele
- Staffel 1: 16. Dezember 1956 in Großenhain
- Staffel 2: 30. Dezember 1956 in Köthen
- Staffel 3: 8. Dezember 1956 in Erfurt

Rückspiele
- Staffel 1: 19. Januar 1957 in Großenhain
- Staffel 2: 27. Januar 1957 in Köthen
- Staffel 3: 26. Januar 1957 in Erfurt

Finalspiele
- Empor Barby – Stahl Megu Leipzig 24:20
- Empor Barby – Motor Görlitz Mitte 23:19
- Empor Barby – Lok Schwerin 31:18
- Empor Barby – Einheit Weimar 29:13
- Empor Barby – Rotation Dresden Mitte 24:15
- Lok Schwerin – Einheit Weimar 29:15
- Lok Schwerin – Motor Görlitz Mitte 29:24
- Lok Schwerin – Stahl Megu Leipzig 28:22
- Lok Schwerin – Rotation Dresden Mitte 22:19
- Stahl Megu Leipzig – Rotation Dresden Mitte 32:21
- Stahl Megu Leipzig – Einheit Weimar 25:21
- Stahl Megu Leipzig – Motor Görlitz Mitte 27:15
- Motor Görlitz Mitte – Rotation Dresden Mitte 22:18
- Motor Görlitz Mitte – Einheit Weimar 23:18
- Einheit Weimar – Rotation Dresden Mitte 25:20

| Platz | Mannschaft             | Punkte |
| ----- | ---------------------- | ------ |
| 1.    | BSG Empor Barby        | 10:0   |
| 2.    | Lok Schwerin           | 8:2    |
| 3.    | Stahl Megu Leipzig     | 6:4    |
| 4.    | Motor Görlitz Mitte    | 4:6    |
| 5.    | Einheit Weimar         | 2:8    |
| 6.    | Rotation Dresden Mitte | 0:10   |

## Männer
Die Mannschaften waren in drei Staffeln eingeteilt.
Die grün hinterlegte Mannschaften waren für das Meisterschaftsturnier qualifiziert.
| Motor Rochlitz           |
| Aktivist Hirschfelde     |
| Motor Großenhain         |
| Fortschritt Zittau (Süd) |
| Lok Dresden              |
| Fortschritt Walddorf     |

| Stahl Megu Leipzig |
| Empor Barby        |
| Turbine Halle      |
| Lok Bitterfeld     |
| Einheit Halle      |
| Einheit Köpenick   |
| Motor Zwickau (N)  |

| Wissenschaft Halle |
| Lok LVB Leipzig    |
| Empor Rudolstadt   |
| Fortschritt Apolda |
| Aktivist Staßfurt  |
| Motor Erfurt West  |

Die Spieltage waren wie folgt terminiert:
Vorspiele
- Staffel 1: 2. Dezember 1956 in Dresden, Lok-Sporthalle
- Staffel 2: 15./16. Dezember 1956 in Rackwitz
- Staffel 3: 23. Dezember 1956 in Erfurt

Rückspiele
- Staffel 1: 20. Januar 1957 in Großenhain
- Staffel 2: 2./3. Februar 1957 in Halle/Saale
- Staffel 3: 27. Januar 1957 in Staßfurt

Finalspiele
- Lok LVB Leipzig – Empor Barby 27:19
- Wissenschaft Halle – Stahl Megu Leipzig 30:27
- Wissenschaft Halle – Empor Barby 47:16
- Wissenschaft Halle – Aktivist Hirschfelde 36:24
- Wissenschaft Halle – Lok LVB Leipzig 38:18
- Wissenschaft Halle – Motor Rochlitz 44:23
- Empor Barby – Motor Rochlitz 25:25 (10:15)
- Empor Barby – Aktivist Hirschfelde 33:25
- Empor Barby – Stahl Megu Leipzig 33:30
- Motor Rochlitz – Stahl Megu Leipzig 28:26
- Aktivist Hirschfelde – Motor Rochlitz 37:22
- Aktivist Hirschfelde – Lok LVB Leipzig 38:25

| Platz | Mannschaft             | Punkte |
| ----- | ---------------------- | ------ |
| 1.    | HSG Wissenschaft Halle | 10:0   |
| 2.    | Empor Barby            | 5:5    |
| 3.    | Motor Rochlitz         | 5:5    |
| 4.    | Aktivist Hirschfelde   | 4:6    |
| 5.    | Stahl Megu Leipzig     | 4:6    |
| 6.    | Lok LVB Leipzig        | 2:8    |

Jeweils aufgrund Punktgleichheit wurden Entscheidungsspiele um Platz 2 und 4 erforderlich:

- Motor Rochlitz – Empor Barby 22:34
- Aktivist Hirschfelde – Lok LVB Leipzig 39:22